# Catocala azumiensis
Catocala azumiensis är en fjärilsart som beskrevs av Shigero Sugi 1965. Catocala azumiensis ingår i släktet Catocala och familjen nattflyn. Inga underarter finns listade i Catalogue of Life.